# Thomas Brassey
Thomas Brassey GCB (ur. 11 lutego 1836 w Stafford, zm. 23 lutego 1918 w Londynie) – brytyjski arystokrata i polityk, 1. hrabia Brassey (lord Brassey), syn Thomasa Brasseya i Marii Harrison, córki Thomasa Harrisona.

## Życiorys

### Pochodzenie i młodość
Brassey odebrał wykształcenie w Rugby School i w University College w Oksfordzie. Studiował tam prawo i historię nowożytną. Uczelnię ukończył w 1859 r. Jego ojciec był konstruktorem linii kolejowych więc młodszy Brassey wakacje spędzał w Plymouth lub we Francji. Z tych wakacji pozostało mu zamiłowanie do morza i biegła znajomość języka francuskiego. Interesował się żeglarstwem i rok po ukończeniu studiów został przyjęty do Royal Yacht Squadron. Zdecydował się również rozpocząć karierę prawniczą. W 1866 r. został powołany do prawniczej korporacji, ale rychło zmienił zamiary i porzucił prawo dla polityki.

### Kariera polityczna
Już w 1861 r. startował bez powodzenia w wyborach do Izby Gmin w okręgu Birkenhead jako kandydat Partii Liberalnej. Dopiero w czerwcu 1865 r. wybrał wyborczy w okręgu Devonport, ale już kilka tygodni później rozpisano nowe wybory i Brassey nie jest uwzględniany na liście deputowanych tej kadencji. Wybory powszechne Brassey przegrał. Bez powodzenia startował również w wyborach uzupełniających w okręgu Sandwich w 1866 r. Dopiero w 1868 r. uzyskał miejsce w Izbie Gmin wygrywając wybory w okręgu Hastings. Okręg ten reprezentował do 1886 r.
Do 1880 r. Brassey zajmował się w parlamencie kwestiami o których miał największą wiedzę, tzn. płacami, poziomem życia klasy pracującej oraz kwestiami zatrudnienia. Poza tym jego dziedzinami były: sprawy morskie, administracja stoczniami, płace dla marynarzy, budownictwo okrętowe, organizacja rezerw marynarki oraz utworzenie Ochotniczej Artylerii Marynarki Wojennej (Royal Navy Volunteer Artillery), co nastąpiło w 1873 r. Opublikował również serię prac dotyczących spraw robotniczych i morskich. Były to: Work and Wages (1872 r.), Foreign Work and English Wages (1879 r.), British Seamen (1877 r.), The British Navy (1882–1883), encyklopedia w pięciu tomach, oraz Sixty Years of Progress (1904 r.). Brassey publikował również artykuły prasowe na wyżej wymienione tematy, pisał listy do The Timesa, pamflety oraz wygłaszał odczyty. Każdą przerwę w pracach parlamentu wykorzystywał na żeglarstwo. W latach 1876–1877 przedsięwziął podróż dookoła świata, którą opisał następnie w książce Sunbeam R.Y.S., opublikowanej kilka miesięcy po śmierci Braseya. W 1916 r. przekazał swój ulubiony jacht rządowi Indii, gdzie służył jako okręt szpitalny podczas wojny.
W 1880 r. Brassey został członkiem drugiego rządu Williama Ewarta Gladstone’a jako cywilny lord Admiralicji. Był nim do 1884 r. W 1881 r. otrzymał tytuł szlachecki. 24 maja został odznaczony Krzyżem Komandorskim Orderu Łaźni za zasługi dla marynarki. W 1884 r. został parlamentarnym sekretarzem przy Admiralicji i był nim do wyborczej porażki liberałów w 1885 r. W 1886 r. rozpoczął wydawanie Naval Annual, corocznego źródła informacji na tematy morskie. W tym samym roku przegrał wybory powszechne. Został jednak kreowanym baronem Brassey i zasiadł w Izbie Lordów.
W latach 1893–1895 Brassey był Lordem-in-Waiting królowej Wiktorii. W 1895 r. został gubernatorem Wiktorii. Na tym stanowisku odebrał poważną rolę w pracach nad powstaniem federacji australijskich kolonii. Królowa podpisała Commonwealth Act w kilka miesięcy po zakończeniu kadencji Brasseya w 1900 r.
Po powrocie do Wielkiej Brytanii był gorliwym obrońcą, zarówno w Izbie Lordów jak i w Instytucie Budownictwa Morskiego, którego był przewodniczącym w latach 1893–1896, wykorzystywania uzbrojonych statków handlowych w celu ochrony brytyjskich linii komunikacyjnych i handlowych. Preferował doskonalenie posiadanego uzbrojenia, sceptycznie odnosił się do nowinek technicznych. Opowiadał się za ponownym uzbrojeniem starych pancerników oraz wykorzystywaniem rybaków jako rezerwowy personel marynarki.

### Odznaczenia i tytuły
29 czerwca 1906 r. Brassey został odznaczony Krzyżem Wielkim Orderu Łaźni. Był ponadto kawalerem Legii Honorowej i Krzyża Wielkiego Orderu Korony Włoskiej. W latach 1908–1913 był lordem strażnikiem Pięciu Portów. 5 lipca 1911 r., z okazji koronacji króla Jerzego V, został kreowany hrabią Brassey i wicehrabią Hythe. Zmarł 23 lutego 1918 r.

### Życie prywatne
Brassey był dwukrotnie żonaty. Po raz pierwszy ożenił się 9 października 1860 r. w kościele św. Jerzego na Hanover Square w Londynie z Anną Allnutt (7 października 1839 – 14 września 1887), córkę Johna Allnutta i Elizabeth Burnett, córki Johna Burnetta. Thomas i Anna mieli razem jednego syna i cztery córki:
- Thomas Allnutt Brassey (7 marca 1863 – 12 listopada 1919), 2. hrabia Brassey
- Mabel Annie Brassey (1865 – 18 lutego 1927), odznaczona Krzyżem Komandorskim Orderu Imperium Brytyjskiego, żona Charlesa Augustusa Egertona, miała dzieci
- Constance Alberta Brassey (1868 – 24 stycznia 1873)
- Muriel Agnes Brassey (1872 – 8 sierpnia 1930), żona Gilberta Sackville, 8. hrabiego De La Warr, miała dzieci
- Marie Adelaide Brassey (1875 – 30 stycznia 1960), odznaczona Krzyżem Wielkim Orderu Imperium Brytyjskiego, żona Freemana Freemana-Thomasa, 1. markiza Willingdon, miała dzieci

18 września 1890 r. w kościele św. Pawła w Londynie poślubił Sybil Capell (29 listopada 1858 – 20 lutego 1934), córkę Arthura Capella, wicehrabiego Malden, i Emmy Meux, córki sir Henry’ego Meuxa, 1. baroneta. Thomas i Sybil mieli razem jedną córkę:
- Helen de Vere Brassey (4 września 1892 – 30 czerwca 1971), żona podpułkownika sir Johna Murraya, nie miała dzieci

Tytuł hrabiowski po śmierci Brasseya odziedziczył jego najstarszy syn. Pogrzeb hrabiego odbył się 27 lutego 1918 r. w Catsfield w hrabstwie Sussex.